# David Blangsted
David Blangsted (* 16. Februar 1936 in Los Angeles, Kalifornien; † 13. Januar 2005 ebd.) war ein US-amerikanischer Filmeditor.

## Leben
Blangsted trat ab den 1960er Jahren als Schnittassistent in Erscheinung. Ab 1973 war er als eigenständiger Editor tätig. Bis einschließlich 1997 war er an mehr als 30 Produktionen beteiligt, wobei sein Schwerpunkt auf dem Fernsehen lag.
1991 wurde er gemeinsam mit Robert F. Shugrue für die Arbeit an Stephen Kings Es von den American Cinema Editors mit dem Eddie-Award ausgezeichnet. Zwei Mal in seiner Karriere wurde er für den Emmy nominiert.

## Filmografie (Auswahl)
- 1983: Trottel im Weltall (The Creature Wasn’t Nice)
- 1990: Stephen Kings Es (Stephen King’s It)
- 1994: Abenteuer auf der Wildwasser-Ranch (How the West Was Fun)
- 1997: Just in Time